# Centre Excursionista d'Alcoi
El Centre Excursionista d'Alcoi és una entitat de caràcter esportiu ubicada a la capital de la comarca valenciana de l'Alcoià, dedicada a la pràctica i la promoció d'esports de muntanya. Compta amb seccions dedicades a l'excursionisme, el muntanyisme, escalada, espeleologia, BTT i orientació esportiva entre d'altres.
Va ser fundat al mes de desembre de l'any 1949, i es va legalitzar al febrer de l'any següent. Entre les seues fites històriques, el Centre va explorar per primer cop l'avenc de Baldó, al maig de 1955. Posteriorment, al maig de 1968, sis membres de l'entitat van ser els primers a explorar el barranc de l'Infern, a la Vall de Laguar. El 15 de juny de 1963 la secció d'activitats culturals organitza un concert de Raimon que fou la primera del cantautor a Alcoi. L'any 1991, l'entitat alcoiana va organitzar el XV Aplec Excursionista dels Països Catalans. El desembre del 2022, organitzà el XLIV Aplec Excursionista dels Països Catalans. Originalment s'havia de fer al desembre de 2020, però la pandèmia de COVID-19 va paralitzar l'activitat fins al 2022.
D'ençà la seua formació, el club ha alternat la seua vessant esportiva amb una d'altra cultural, sovint relacionada amb el valencianisme i el valencià. Així, cal destacar la creació d'una Secció de Cultura Valenciana el 1961, dirigida per Salvador Tomàs, Francesc Vilaplana o Vicent Gras, la qual va impartir classes de llengua a la dècada dels 60 i va organitzar conferències de personatges com Manuel Sanchis Guarner, Joan Fuster o Alfons Cucó, entre d'altres. En aquest sentit, l'any 2011 el Centre va ser guardonat amb el premi Joan Valls pel seu ús i promoció de la llengua.